# Парокија (Павија)
Парокија је насеље у Италији у округу Павија, региону Ломбардија.
Према процени из 2011. у насељу је живело 4 становника. Насеље се налази на надморској висини од 239 м.